# 도쿄도의회
도쿄도의회(일본어: 東京都議会 도쿄토기카이[*], 영어: Tokyo Metropolitan Assembly)는 도쿄도의 지방 의회이다.

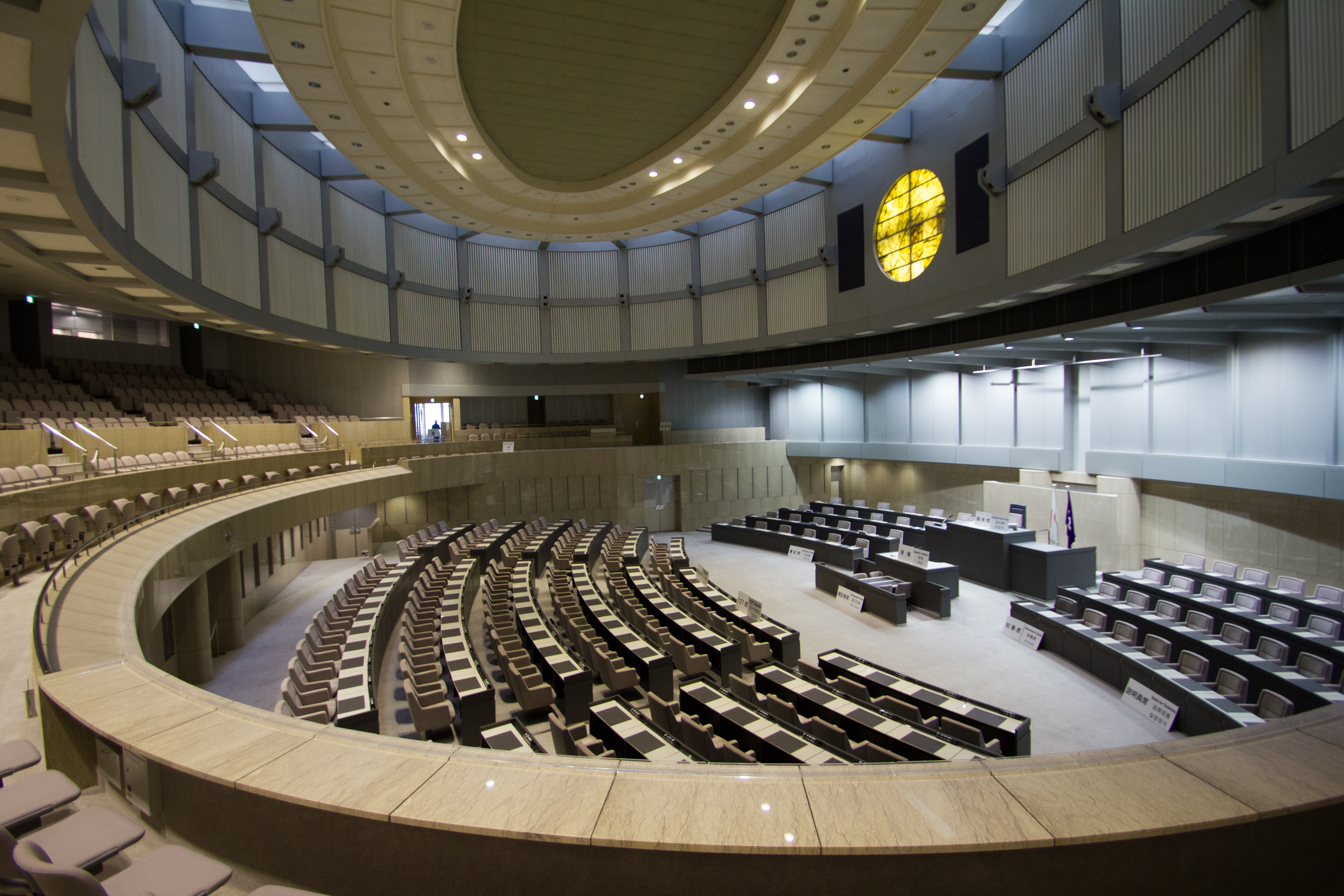
본회의장의 모습

## 구성

### 임기
임기는 4년이다. 다만 일정 기준 이상의 주민 동의가 있으면(기준은 전체 도내 유권자 수에 따라 달라짐) 일본 선거관리위원회에 의회 해산을 청구할 수 있으며(일본 지방자치법 제76조 1항), 만약 해산 청구가 이뤄지면 청구일로부터 60일 이내에 주민투표를 실시하여(일본 지방자치법 제76조 3항, 지방자치단체 시행령 제100조 2항) 총 유효투표수의 과반수 찬성을 얻으면 그 즉시 의회는 해산되어 임기가 종료되며(일본 지방자치법 제78조), 이후 새 의회를 구성하기 위한 선거가 실시된다.
또한, 의회는 재적 의원 4분의 3 이상이 투표에 참여하여 그 5분의 4 이상의 동의를 얻어 의회의 해산을 의결할 수 있다. 이 경우 의장이 의회 해산을 선포한 즉시 의회는 해산되며, 이후 새 의회를 구성하기 위한 선거가 실시된다(지방자치단체의 의회의 해산에 관한 특례법).

### 의원 정수
총 의원 정수는 127명이다. 선거 비용 절감, 지방자치단체의 통합, 인구 감소 등의 이유로 의원 정수는 점점 감소하는 추세이다.

### 선거 제도
선거 제도는 한 선거구에서 2~8명을 선출하는 대선거구제 및 단기 비이양식 투표 제도를 채택하고 있으나, 인구 수가 적은 일부 선거구에는 소선거구제를 적용하고 있다. 대선거구제를 채택한 선거구의 경우 한 선거구당 선출 의원 수는 인구 비례에 따라 결정된다.

### 정례회
정례회는 매년 4회 개회한다(도쿄도의회 정례회의 횟수에 관한 조례).
일반적으로 1차 정례회는 2월~3월 사이, 2차 정례회는 6월, 3차 정례회는 9월~10월 사이, 4차 정례회는 11월~12월 사이에 열리고 있다. 그러나 도지사의 사직으로 인해 새로 도지사 선거가 치러지거나, 의회가 해산될 경우에는 예년대로 일정이 진행되지 않는 경우도 있다.

### 조직
도의회의 사무를 관장하는 조직으로 "의회국(議会局)"이 설치되어 있다.
- 관리부 - 비서과, 총무과, 경리과, 홍보과
- 의사부 - 의안법제과, 의사과
- 조사부 - 조사정보과, 의회도서관

## 선거구
| 선거구         | 정수 | 선거구         | 정수 | 선거구         | 정수 | 선거구         | 정수 |
| -------------- | ---- | -------------- | ---- | -------------- | ---- | -------------- | ---- |
| 지요다구       | 1    | 주오구         | 1    | 미나토구       | 2    | 신주쿠구       | 4    |
| 분쿄구         | 2    | 다이토구       | 2    | 스미다구       | 3    | 고토구         | 4    |
| 시나가와구     | 4    | 메구로구       | 3    | 오타구         | 7    | 세타가야구     | 8    |
| 시부야구       | 2    | 나카노구       | 3    | 스기나미구     | 6    | 도시마구       | 3    |
| 기타구         | 3    | 아라카와구     | 2    | 이타바시구     | 5    | 네리마구       | 7    |
| 아다치구       | 6    | 가쓰시카구     | 4    | 에도가와구     | 5    | 하치오지시     | 5    |
| 다치카와시     | 2    | 무사시노시     | 1    | 미타카시       | 2    | 오메시         | 1    |
| 후추시         | 2    | 아키시마시     | 1    | 마치다시       | 4    | 고가네이시     | 1    |
| 고다이라시     | 2    | 히노시         | 2    | 니시토쿄시     | 2    | 니시타마       | 2    |
| 미나미타마     | 2    | 기타타마 제1구 | 3    | 기타타마 제2구 | 2    | 기타타마 제3구 | 3    |
| 기타타마 제4구 | 2    | 도서부         | 1    |                |      |                |      |

대부분 도쿄도 내 각각의 특별구 및 시정촌을 하나의 선거구로 하지만, 인구가 적은 시정촌의 경우 다른 시정촌과 통합하여 선거구가 설정되기도 한다. 둘 이상의 시정촌으로 구성된 선거구는 다음과 같다.
- 니시타마 선거구 (오메시를 제외하고 과거 도쿄부 니시타마군에 속했던 시 지역과 현재 니시타마군 소속 정·촌) : 훗사시, 하무라시, 아키루노시, 히노하라촌, 히노데정, 미즈호정, 오쿠타마정
- 미나미타마 선거구 (과거 도쿄부 미나미타마군에 속했던 시 지역) : 다마시, 이나기시
- 기타타마 제1구 (과거 도쿄부 기타타마군에 속했던 시 지역) : 히가시무라야마시, 히가시야마토시, 무사시무라야마시
- 기타타마 제2구 (과거 도쿄부 기타타마군에 속했던 시 지역) : 고쿠분지시, 구니타치시
- 기타타마 제3구 (과거 도쿄부 기타타마군에 속했던 시 지역) : 조후시, 고마에시
- 기타타마 제4구 (과거 도쿄부 기타타마군에 속했던 시 지역) : 기요세시, 히가시쿠루메시
- 도서부 선거구 : 아오가시마촌, 하치조정, 미쿠라지마촌, 미야케촌, 오가사와라촌, 고즈시마촌, 니지마촌, 오시마정, 도시마촌

## 비판

### 회의 중 성희롱 논란
2014년 6월 18일, 여성 의원인 시오무라 아야카(모두의 당) 의원이 회의에서 저출산 문제에 관한 발언을 하던 중 스즈키 아키히로(자민당) 의원이 "자기가 빨리 결혼하면 되잖아.", "애 못 낳나?" 라고 야유를 보내 논란이 일었다. 또한 스즈키 이외의 의원도 야유를 하고 있었던 것이 아사히 신문과 TV 아사히의 음성 분석 결과 드러나면서 더 비난이 커졌다.

### 과한 보수 논란
지방 의회임에도 다른 도도부현 의회와 비교해 과한 보수, 수당이 지급되는 것에 대해 계속해서 비판이 제기되고 있다.

## 같이 보기
- 도쿄도지사
- 도쿄도청